# Georg Gothein
Georg Gothein, född 15 augusti 1857 i Neumarkt in Schlesien, död 22 mars 1940 i Berlin, var en tysk politiker. Han var bror till Eberhard Gothein. 
Gothein gjorde sig som gruvarbetare praktiskt förtrogen med kolgruveindustrin, innehade sedan flera gruvförvaltningsposter, blev 1891 bergsråd och var 1893–1901 syndikus i Breslaus handelskammare, tillhörde 1893–1903 preussiska lantdagens deputeradekammare, 1901–18 tyska riksdagen, 1919 nationalförsamlingen och 1920 ledamot av Weimarrepublikens riksdag. 
Gothein tillhörde först Freisinnige Vereinigung och medverkade efter novemberrevolutionen  i grundandet av Deutsche Demokratische Partei. Han var en av riksdagens flitigaste debattörer, särskilt i ekonomiska frågor, blev februari 1919 riksskatteminister i Philipp Scheidemanns ministär och avgick 20 juni samma år, på grund av sitt motstånd mot Versaillesfredens undertecknande.